# Indika Dodangoda
Indika Dodangoda (singhalesisch ඉන්දික දොඩන්ගොඩ; * 12. Oktober 1972) ist ein sri-lankischer Snookerspieler.

## Karriere
1990 wurde Indika Dodangoda sri-lankischer Meister der Herren und, nach einer Finalniederlage gegen Susantha Boteju, Vizemeister der Junioren. Im selben Jahr schied er bei seiner ersten Teilnahme an der Amateurweltmeisterschaft der Herren in der Vorrunde aus. Im Januar 1991 erreichte er beim World Masters die Runde der letzten 128. 1992 schaffte er es bei der Asienmeisterschaft ins Halbfinale. Nachdem er dort mit 3:6 gegen den späteren Asienmeister Rom Surin verloren hatte, besiegte er Thongchai Punyawee im Spiel um Platz drei mit 4:0. Bei der U21-Weltmeisterschaft 1992 schied er im Halbfinale gegen den späteren Turniersieger Robin Hull aus. Ein Jahr später zog er ins Endspiel ein und unterlag dort dem Isländer Kristján Helgason mit 7:11. 1994 schaffte er es bei der Amateur-WM erstmals in die Finalrunde. Im Achtelfinale verlor er jedoch mit 0:4 gegen Tommy Ang. Bei der Asienmeisterschaft desselben Jahres erreichte er das Viertelfinale.
In der Saison 1995/96 nahm Indika Dodangoda erstmals an der Main Tour teil. Seine besten Ergebnisse waren dabei das Erreichen der vierten Qualifikationsrunde beim Thailand Classic und der fünften Qualifikationsrunde beim Grand Prix. Bei der Weltmeisterschaft 1996 gelangte er in die dritte Qualifikationsrunde, in der er dem Engländer Scott Rigg nur knapp mit 4:5 unterlag. In der Saison 1996/97 erreichte er bei den German Open die Runde der letzten 128 und verlor dort mit 2:5 gegen den Waliser James Reynolds. Bei der WM 1997 schied er in der zweiten Qualifikationsrunde aus. Am Saisonende belegte er in der Weltrangliste den 259. Platz. Bei den Weltmeisterschaften 1998 und 1999 schied er ebenfalls in der zweiten Qualifikationsrunde aus. Am Ende der Saison 1998/99 erreichte er mit dem 228. Platz seine bislang beste Weltranglistenplatzierung, verlor aber dennoch seinen Profiplatz. In den folgenden Spielzeiten versuchte er über die Challenge Tour auf die Main Tour zurückzukehren, kam dabei jedoch nicht über das Achtelfinale hinaus und verpasste damit die Qualifikation.

## Erfolge

### Finalteilnahmen
| Ausgang                   | Jahr | Turnier               | Finalgegner       | Ergebnis |
| ------------------------- | ---- | --------------------- | ----------------- | -------- |
| Amateurturniere (Auswahl) |      |                       |                   |          |
| Zweiter                   | 1993 | U21-Weltmeisterschaft | Kristján Helgason | 7:11     |